# Agrilus tshapadarensis
Agrilus tshapadarensis es una especie de insecto del género Agrilus, familia Buprestidae, orden Coleoptera.
Fue descrita científicamente por Alexeev in Alexeev, et al., 1992.